# 樂扉寶寶米餅事件
樂扉寶寶米餅事件是一件發生於2021年2月26日的台灣食物安全事件。樂扉寶寶米餅的製造廠房被揭發違法使用工業用氮氣填充包裝，機台存在蟑螂、老鼠及老鼠屎。

## 公司背景
展裕國際有限公司（樂扉食品，簡稱樂扉），成立於2012年，2014年起踏入寶寶米餅市場。其負責人為蔡文淵。

## 起因
該米餅的製造廠商樂扉食品被前員工舉報違法以工業用氮氣填充米餅包裝，及製造廠房環境衛生惡劣。事件曝光後，隨即引起大量網民批評該米餅的製造廠商罔顧食物安全。

## 經過
2021年2月26日，新北市衛生局會同新北市調查處到場進行突擊搜索，發現標示着「禁用於食品」字樣的工業用氮氣鋼瓶正連接著機台，對米餅填充包裝；衛生局當場「預防性封存」497公斤的產品。

## 結果
2021年2月26日，新北市衛生局食藥科長楊舒秦表示，若在限期後無改善各種問題，會依食安法裁處最低6萬至最高2億元罰緩。2021年3月1日，樂扉主動將全台灣「盒裝有機寶寶米餅」採取預防性下架措施，並將送驗第三方公證食品檢驗機構；當中六款商品接受消費者退換貨，退貨產品會銷毀和停售。2021年3月2日，樂扉負責人蔡文淵透過臉書專頁向消費者致歉，影片中蔡三度鞠躬，坦承製作過程上有疏失，並強調使用的氮氣原物料無問題。樂扉原本擁有共14項有機驗證，則被第三方有機驗證機構暫時終止全數驗證。2021年3月5日，以「工業用氮氣」填充米餅包裝遭新北市衛生局稽查後依違反《食品安全衛生管理法》移送檢方偵辦，衛生局經複查後判定仍不合格，向展裕國際有限公司罰款180萬元新台幣，並命令該公司停業。

## 外部連結
- 樂扉食品官方網站 （页面存档备份，存于）